# هانيبال القذافي
هانيبال معمر القذافي الابن الرابع للعقيد معمر القذافي ولد في 20 سبتمبر 1975 وهو أول شخص يُعيّن بمنصب ما سمي «المستشار الأول للجنة إدارة الشركة الوطنية العامة للنقل البحري
حيث عُين في هذا المنصب عام 2007 بعد حصوله على شهادة الماجستير في إدارة الأعمال واقتصاديات ولوجستيات النقل البحري وذلك من جامعة كوبنهاغن لإدارة الأعمال

## سيرة
التحق بأكاديمية الدراسات البحرية في ليبيا عام 1993 وفي العام 1999 تحصل على شهادة ضابط مسئول على نوبة ملاحية وشهادة بكالوريوس في الملاحة البحرية
ثم تدرّج في عدة وظائف قيادية على عدد من سفن الشركة الوطنية العامة للنقل البحري وتحصل خلالها على شهادة كبير ضباط وربان آعالي بحار نظام مشترك من الأكاديمية العربية للعلوم والتكنولوجيا والنقل البحري بالإسكندرية في 2003.

### تسببه لأزمة بين سويسرا وليبيا
في 15 يوليو 2008 ألقت شرطة جنيف في سويسرا القبض عليه وعلى زوجته ألين سكاف موجّةً إليهما اتهامات منها «الأذى الجسدي الإكراه والتهديد» بحق خادمين خاصين بهما في إحدى فنادق جنيف، ليُطلق سراحهما بعد يومين بكفالة ويغادرا البلاد بعدها، أُسقطت هذه الاتهامات في 3 سبتمبر بعد أن سحب المدعيان بلاغهما الرسمي، لكن، نتيجةً لهذا الحدث توترت العلاقات الليبية السويسرية، ففي 19 يوليو 2008 اعتقلت السلطات الليبية رجلي أعمال سويسريين في طرابلس بسبب عدم احترامهما قوانين الإقامة والهجرة، فيما قالت الحكومة السويسرية أن سبب احتجازهما هو انتقامًا من القبض على القذافي الابن وزوجته.
لهانيبال القذافي العديد من الفضائح والمشاكل القانونية في عدد من المدن الأوروبية، وسبق له أن كان وسط تحقيق للشرطة البريطانية في لندن بعد سماع موظفي فندق فخم بالعاصمة البريطانية في الواحدة والنصف صباحًا صراخًا لامرأة تتعرض للضرب من الجناح الذي يقيم به وزوجته والتي تكلف الإقامة به 4000 جنيه إسترليني في الليلة حيث منع حراس هانيبال الشخصيين دخول رجال الشرطة للجناح ليُعتقل ثلاثتهم إلا أن هانيبال لم يُعتقل بعد أن حضر السفير الليبي في لندن ليبلغ الشرطة البريطانية أن هانيبال لديه جواز سفر دبلوماسي.

### الاعتقال في لبنان
تعرّض هانيبال عام 2015 إلى عملية اختطاف، حيث استدرج عبر سيدة أقنعته بالقدوم إلى لبنان لمتابعة قضية شقيقه سيف الإسلام أمام المحكمة الجنائية، في ديسمبر/كانون الأول 2015، ما أن وصل لبنان حتى خطفته مجموعة مسلحة تطالب بمعلومات عن اختفاء الإمام الشيعي موسى الصدر والشيخ محمد يعقوب والصحفي عباس بدر الدين، لكن أُطلق سراحه لاحقاً في مدينة زحلة. ولا يزال القذافي محتجزا في بيروت دون أي معلومات من الحكومة اللبنانية بشأن جلسات المحكمة المستقبلية أو الإطار الزمني للإفراج عنه.
أصدرت الحكومة اللبنانية مذكرة توقيف بحق هانيبال على خلفية اختفاء الصدر، واعتقل. رفضت الحكومة اللبنانية طلباً قدمته الحكومة السورية لإعادة القذافي على أساس أنه لاجئ سياسي باعتباره رجلاً مطلوباً في لبنان لحجبه معلومات تتعلق باختفاء الصدر. وفي أغسطس 2016، رفعت عائلة الصدر دعوى قضائية ضد القذافي بسبب دوره في اختفاء الإمام على الرغم من أن اختفاء الصدر عام 1978 حدث عندما كان هانيبال يبلغ من العمر عامين.
في عام 2019، زُعم أن روسيا، التي طورت علاقات وثيقة مع الأخ الأكبر لهانيبال سيف الإسلام، دفعت من أجل إطلاق سراح هانيبال وعرضت عليه اللجوء في موسكو.
واستشهد هانيبال بحقيقة أنه كان يبلغ من العمر ثلاث سنوات فقط وقت وقوع الحدث دليلًا على براءته. وذكر أيضًا أن والده معمر لم يلتق بالصدر في أغسطس 1978 حيث كان في سرت. وبدلاً من ذلك، استضاف رئيس الوزراء الليبي عبد السلام جلود الصدر والوفد المرافق له في طرابلس. وادعى هانيبال أن جلود وأحمد قذاف الدم هما الأشخاص الأحياء الوحيدون الذين لديهم علم باختفاء الصدر.
وكان شقيقه الأكبر سيف الإسلام يتفاوض خلف الكواليس لإطلاق سراحه عبر وسطاء، من بينهم رجل الأعمال اللبناني محمد جميل درباح (شريك سابق لرجل العصابات البريطاني الراحل جون بالمر)، فرنسي-جزائري عضو جماعة الضغط الطيب بن عبد الرحمن، ورجل الأعمال الفرنسي العراقي سهى البدري. كما مارست العديد من الحكومات الأجنبية، بما في ذلك تركيا، ضغوطاً من أجل إطلاق سراح هانيبال، لكن جهودها أعاقتهما على أعلى مستوى حركة أمل وحزب الله التي يهيمن عليها الشيعة. يُزعم أن العديد من مساعدي الرئيس الفرنسي السابق نيكولا ساركوزي، بما في ذلك المصورون ميشيل مارشان ورجل الأعمال نويل دوبوس، متورطون في مؤامرة لتحرير هانيبال مقابل شهادة هانيبال التي تبرئ ساركوزي في القضية. فضيحة التمويل الليبي المزعوم في الانتخابات الرئاسية الفرنسية 2007.
وذكرت بي بي سي في يونيو 2023 أن هانيبال بدأ إضرابًا عن الطعام احتجاجًا على احتجازه المطول في لبنان. وبحسب أحد محاميه، فإن هانيبال يعاني من «تشنجات في عضلاته ويديه وساقيه، ودوخة وصداع، وتدهورت مشاكل طبية سابقة في العمود الفقري والوركين» بسبب إضرابه عن الطعام. في 22 يونيو 2023، دخل هانيبال إلى المستشفى في لبنان بعد إضراب عن الطعام استمر لمدة أسبوعين. في 2 يوليو 2023، ورد أن هانيبال دخل المستشفى مرة أخرى بعد تعرضه لانخفاض حاد في مستوى السكر في الدم.
في يناير/كانون الثاني 2024، دعت هيومن رايتس ووتش لبنان إلى إطلاق سراح هانيبال القذافي، قائلة إنه محتجز "بتهم زائفة" منذ ثماني سنوات.
في أغسطس 2024 ليبيا تطلب من لبنان أسباب توقيف هانيبال القذافي. وقد طلبت السلطات القضائية الليبية رسميًا من لبنان الإفراج عن هانبيل بسبب تدهور حالته الصحية.

## وصلات خارجية
- هانيـــبعل القذافي.. عاش حيـــاة نجوم هوليوود الإمارات اليوم، 30 سبتمبر 2011